# Шлиц (река)
Шлиц (нем. Schlitz) — река в Германии, протекает по земле Гессен. Площадь бассейна реки составляет 314,572 км². Длина реки составляет 13,3 км (43,3 км с крупнейшим притоком, рекой Альтефельд). Высота истока 240 м. Высота устья 218 м.